# Juan José Urtasun
Juan José Urtasun Erro (Burguete, 20 de enero de 1947) es un antiguo diplomático español.

## Biografía
Licenciado en Filosofía y Letras, ingresó en 1979 en la carrera diplomática. Estuvo destinado en las representaciones diplomáticas españolas en Argelia, Jerusalén, Bélgica y Representación Permanente de España ante las Naciones Unidas. 
Ha sido subdirector general de Próximo y Medio Oriente y segundo jefe en la embajada de España en Brasil. En 1998 fue nombrado vocal asesor en el Gabinete de la Presidencia del Gobierno.
Ha sido embajador de España en Costa Rica (noviembre de 2002-octubre de 2007); Chipre (2007-2011); y en Omán (2013-2017).